# Manfred Kinzel
Manfred Kinzel (Waldheim, 27 maart 1915 –  Zuidwesten van IJsland, 20 september 1943), was een Kapitänleutnant bij de Kriegsmarine tijdens de Tweede Wereldoorlog.

## Carrière
Manfred Kinzel werd geboren in Waldheim, Saksen, Duitsland op 27 maart 1915. Zoals zovelen van zijn toekomstige marinecollega’s ging hij bij de Reichsmarine in de jaren ’30. Hij kreeg er de gebruikelijke opleidingen bij de Kriegsmarine en vooral bij de U-Bootdienst. Op 25 juni 1942 kreeg hij de U-338 onder zijn bevel. Dit was de enige onderzeeër waarmee hij met enige successen missies zou uitvoeren vanaf 25 juni 1942 tot 20 september 1943. Op 1 augustus 1942 werd hij bevorderd tot Kapitänleutnant.
Op 23 februari 1943 vertrok hij vanuit Kiel naar zijn vaste basis in St. Nazaire, Frankrijk. Van hieruit ondernam hij in een patrouilletijd van 30 dagen, succesvol een raid tegen het konvooi SC-122, waar hij 4 schepen tot zinken bracht en een vrachtschip beschadigde. Dit waren tevens zijn enige successen.
Op 15 juni 1943 vertrok Kinzel voor een patrouille van 7 dagen waarin hij niets tot zinken bracht. De tot zinken gebrachte schepen van konvooi SC-122 waren tevens zijn laatste slachtoffers geweest. Op 25 augustus 1943 vertrok hij vanuit St. Nazaire voor de laatste maal voor een derde oorlogspatrouille van 27 dagen.

## Vermist
De U 338 kwam op de vermistenlijst, in de Noord-Atlantische Oceaan, op 20 september 1943, in een vermoedelijke positie 57° 0′ 0″ NB, 30° 0′ 0″ WL. Er was geen verklaring voor zijn verdwijning. (51 doden). De U 338 rapporteerde voor de laatste maal op 20 september 1943 van positie 57° 20′ 0″ NB, 30° 0′ 0″ WL gedurende operaties tegen konvooi ON-202 en ONS-18. De vermoedelijke oorzaak was toen hij tot zinken werd gebracht op 20 september 1943, want nadien was er niets van de U 338 nog vernomen. Vroeg in de ochtend brachten B-24 Liberators uit IJsland, die deze konvooien bewaakten, de U 338 tot zinken. De U 338 werd eveneens door een akoestische torpedo, gelanceerd door een van de B-24 Liberators, tot zinken gebracht. Manfred Kinzel sneuvelde toen hij 28 jaar was.

## Successen
- 4 schepen gezonken voor een totaal van 21.927 brt
- 1 schip beschadigd voor een totaal van 7134 brt

## Militaire loopbaan
- Offiziersanwärter: 5 april 1935[2][3]
- Seekadett: 25 september 1935[2]
- Fähnrich zur See: 1 juli 1936[2][3]
- Oberfähnrich zur See: 1 januari 1938[2][3]
- Leutnant zur See: 1 april 1934[2][3]
- Oberleutnant Zur See: 1 oktober 1939[2][3]
- Kapitänleutnant: 1 augustus 1942[2][3]

## U-bootcommando
- U 338:  25 juni 1942 - 20 september 1943 (+) - 3 patrouilles (64 dagen)

## Patrouille info van Manfred Kinzel

### U-boot -  Vertrek  -  Aankomst
- U 338: 23 feb. 1943: Kiel - 24 maart 1943: St. Nazaire - Patrouille van 30 dagen
- U 338: 15 juni 1943:  St. Nazaire -  21 juni 1943: St. Nazaire - Patrouille van 7 dagen
- U 338: 25 aug. 1943:  St. Nazaire -  20 sep. 1943: Tot zinken gebracht (+)  - Patrouille van 27 dagen - 3 patrouilles, 64 dagen op zee

## Schepen getroffen door Manfred Kinzel
- U 338:  Nederland SS Alderamin 17 maart 1943 - konvooi SC-122
- U 338:  Verenigd Koninkrijk Fort Cedar Lake 17 maart 1943 - konvooi SC-122
- U 338:  Panama Granville 17 maart 1943 -  konvooi SC-122
- U 338:  Verenigd Koninkrijk King Gruffydd 17 maart 1943 - konvooi SC-122
- U 338:  Verenigd Koninkrijk Kingsbury 17 maart 1943 - konvooi SC-122

(*) Tenzij anders vermelde schepen die hier zijn gezonken.